# 華城駅 (京畿道)
華城駅（ファソンえき）は、大韓民国京畿道水原市八達区にあった水驪線の駅である。

## 歴史
- 1930年12月1日 - 本水原駅として開業[1]。
- 1948年1月 - 華城駅に改称。
- 1972年4月1日 - 廃止[2]。